# Потайний хід
Потайний хід — це непомітний додатковий спосіб переміщення в будівлю (або покидання її) чи переміщення всередині будівлі, часто створюваний навмисно, хоча інколи може утворюватися випадково. Часто потайні ходи знаходять в давніх будівлях особливо замках і фортецях. Часто потайний прохід призначений для якихось службових чи побутових потреб. Інколи потайний хід будується для несподіваного для ворогів переміщення людей і ресурсів. Таємні ходи використовувалися і використовуються у фортифікації для виконання військових завдань. Наприклад, під час Північної війни московські війська, скориставшись зрадою полковника Івана Носа, який показав московитам таємний хід, захопили Батурин і вбили багато його мешканців.